# 12166 Oliverherrmann
12166 Oliverherrmann eller 3372 T-2 är en asteroid i huvudbältet som upptäcktes den 25 september 1973 av den nederländsk-amerikanske astronomen Tom Gehrels och det nederländska astronomparet Ingrid van Houten-Groeneveld och Cornelis Johannes van Houten vid Palomarobservatoriet. Den är uppkallad efter Oliver Herrmann.
Asteroiden har en diameter på ungefär 4 kilometer.